# 埃尔萨
埃尔萨（法語：Ersa，法語發音：[ɛʁsa]）是法国上科西嘉省的一个市镇，属于巴斯蒂亚区。

## 地理
埃尔萨（42°58'30"N, 9°22'48"E）面积20.45 平方千米，位于法国上科西嘉省，该省份位于科西嘉北部，后者为地中海西部的一座岛屿，也是法国的一个单一领土集体，位于法国大陆部分的东南面，意大利半島的西面，最临近的地块是撒丁岛。
与埃尔萨接壤的市镇（或旧市镇、城区）包括：罗利亚诺。

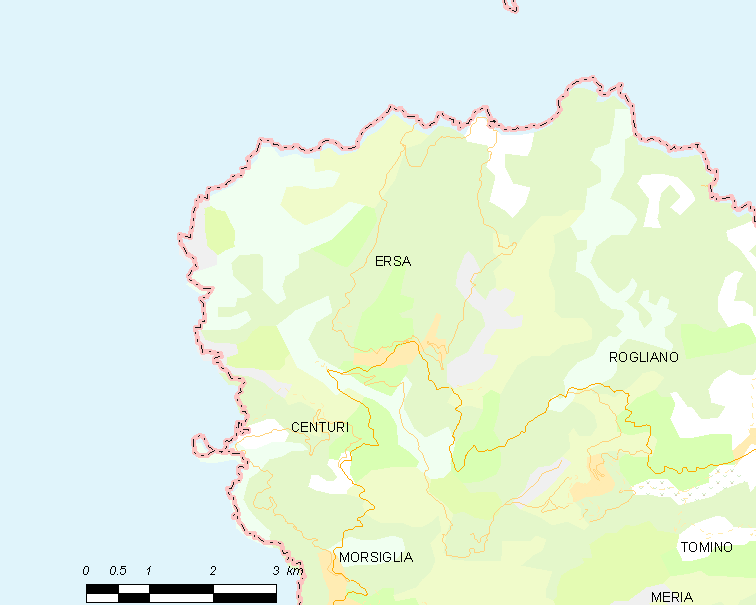
埃尔萨的OSM定位图

埃尔萨的时区为UTC+01:00、UTC+02:00（夏令时）。

## 行政
埃尔萨的邮政编码为20275，INSEE市镇编码为2B107。

## 政治
埃尔萨所属的省级选区为科西嘉角县。

## 人口

1962-2008年间埃尔萨人口变化图示

埃尔萨于2022年1月1日时的人口数量为126人。